# Florence Price
Pour les articles homonymes, voir Price.
Florence Beatrice Price (née Smith, le 9 avril 1887 à Little Rock et morte le 3 juin 1953 à Chicago), est une compositrice et pédagogue américaine. Elle est la première afro-américaine à écrire et faire jouer une symphonie par les grands orchestres du pays.

## Biographie
Florence Smith grandit à Little Rock et commence des études de piano avec sa mère, professeur de piano, puis à l'école primaire, avec Charlotte Andrews Stephens. Dès onze ans (1899) elle publie ses compositions. Elle poursuit son apprentissage, dès ses quatorze ans en 1903, au Conservatoire de musique de la Nouvelle-Angleterre à Boston, auprès d'Henry Morton Dunham pour l'orgue, de Benjamin Cutter et Frederick Converse pour la composition et le contrepoint et en cours privés avec George Chadwick, et sort diplômée en 1906 (orgue et enseignement) et retourne dans le Sud des États-Unis.
Elle enseigne la musique au Collège Shorter de North Little Rock de 1906 à 1910, puis à l'université Clark d'Atlanta de 1910 à 1912, année où elle épouse Thomas J. Price (dont elle divorce en 1931, mais conserve le nom). Le couple a trois enfants. En raison de ses origines, elle se voit refuser l'adhésion à l’Arkansas Music Teachers Association
La famille Price s'installe à Chicago en 1926, dans l'espoir d'un meilleur climat social et en raison du plein développement de la culture noire, littéraire et musicale. En 1928, elle remporte le prix G. Schirmer, pour une pièce pour piano, At the Cotton Gin et se perfectionne en composition et orchestration avec Carl Busch (en) et Wesley LaViolette au Conservatoire américain de musique (en) et au Collège de musique de Chicago (en), dont elle est diplômée en 1934. En 1932, elle remporte son premier succès avec sa Symphonie en mi mineur qui reçoit le prix de la fondation Wanamaker (avec sa Sonate pour piano). La symphonie est créée l'année suivante lors de l'exposition universelle (Chicago World’s Fair, the Century of Progress Exposition), par l'Orchestre symphonique de Chicago, sous la direction de Frederick Stock. C'est la première symphonie écrite par une noire américaine jouée par un des grands orchestres du pays.
Toute sa vie, elle compose beaucoup, donne des leçons privées, se produit, joue de l'orgue au théâtre et écrit des arrangements commerciaux pour la radio.
Elle meurt d'un AVC en 1953, à 66 ans.
De nombreuses mélodies et spirituals ont été chantés par Marian Anderson, Blanche Thebom et Leontyne Price. Ses plus grands succès sont Songs to a Dark Virgin sur un poème de Langston Hughes et l'arrangement d'un spiritual, My Soul’s Been Anchored in the Lord.

## Œuvre
Florence Price est la première femme Afro-américaine à composer de la musique classique. Néanmoins, comme on peut le remarquer, son œuvre est fortement influencée par les musiques afro-américaines de l'époque, dont le negro spiritual et le jazz.
Florence Price est une compositrice particulièrement prolifique : le catalogue de ses œuvres se monte à près de trois cents numéros, mais très peu de partitions sont aujourd'hui disponibles. Parmi celles-ci (souvent non datées), on compte entre autres des pièces pour orgue (dont une sonate) et pour piano (dont également une sonate), de la musique de chambre (dont deux quintettes avec piano), de la musique pour orchestre (dont deux concertos pour piano et deux autres pour violon, et quatre symphonies), ainsi que de la musique vocale (dont des mélodies pour voix et piano et des pièces chorales).

### Piano
- In the Land o' Cotton (1926)
- Tarentella (1926)
- Valsette mignon (1926)
- At the Cotton Gin (1927)
- Annie Laurie (4 mains) (1928)
- The Waltzing Fairy (1928)
- Song Without Words in G major - Pleading (1928)
- Fantasie nègre no 1 (1929)
- Méditation (1929)
- On a Quiet Lake (1929)
- Fantasie nègre no 2 (1930)
- Fantasie nègre no 3 (1930)
- Impromptu n°1 (1930)
- His Dream (or Back Home) (1930)
- In Sentimental Mood (1930)
- Joshua Fit de Battle of Jericho (1930)
- I'm Troubled in my Mind (1930)
- Colonial Dance (1930)
- Nobody Knows the Trouble I've Seen (1930)
- Preludes (1930)
- To a Certain Pair of Newlyweds (1930)
- Cotton Dance (1931)
- Sonata in E minor (1932)
- Song Whithout Words in A major (1932)
- Fantasie nègre no 4 (1932)
- Sonate en mi mineur (1932)
- Barcarolle (1932)
- Etude (1932)
- Three Little Negro Dances (1933)
- Levee Dance et Three Sketches for Little Pianists (1937)
- Arkansas Jitter (1938)
- Bayou Dance (1938)
- Dance of the Cotton Blossoms (1938)
- Summer Moon (1938)
- Rocking Chair (1939)
- On a Summer's Eve (1939)
- Down a Southern Lane (1939)
- Child Asleep (1939)
- Clouds (1940)
- Thumbnail Sketches of a Day in the Life of a Washerwoman (1940)
- First romance (1940)
- Remembrance (1941)
- Ten Negro Spirituals (1942)
- Village Scenes (1942)
- Your Hands in Mine (1943)
- Clover Blossom (1947)
- Here and There (1947)
- Memories of Dixieland (1947)
- Rock-a-Bye (1947)
- Sketches in Sepia (1947)
- Three Miniature Portraits of Uncle Ned (1948)
- Three Roses (1949)
- Placid Lake (1949)
- Memory Mist (1949)
- To a Brown Leaf (1949)
- Whim Wham (1949)
- Waltzing on a Sunbeam (1950)
- The Goblin and the Mosquito (1951)
- The Old Boatman (1951)
- The Sea Swallow (1951)
- Snapshots (1952)
- Until We Meet (1952)
- Three Dances in the Canebreaks (1953)
- Nimble Feet (1953)

### Orgue
- Sonate en ré mineur (1927)
- In Quiet Mood (1941)
- Prelude and Fantasy (1942)
- Adoration (1951)
- Evening Song (1951)
- Offertory (1951)
- A Pleasant Thought (1951)

### Musique de chambre
- Playful Rondo pour violon et piano (1928)
- By Candlelight pour violon et piano (1929)
- Andante con espressione, pour violon et piano (1929)
- Quatuor à cordes no 1 en sol majeur (1929)
- Fantasy no 1 en sol mineur, pour violon et piano (1933)
- Quatuor à cordes no 2 en la mineur (1935)
- Quintette no 1 pour piano et cordes en mi mineur (1936)
- Fantasy no 2 en fa dièse mineur, pour violon et piano (1940)
- Negro Folksongs in Counterpoint, quatuor à cordes (1951)
- Two Moods pour flûte (ou violon), clarinette et piano (1953)
- Quintette no 2 pour piano et cordes en la mineur (sans date)

### Orchestre

#### Symphonies
- Symphonie no 1 en mi mineur  (1932)
- Symphonie no 2 en sol mineur (1935)
- Symphonie no 3 en ut mineur (1940)
- Symphonie no 4 en ré mineur (1945)

#### Concertos
- Concerto pour piano en ré mineur (sans date)
- Concerto pour piano en fa mineur (en un mouvement) (1932)
- Rhapsodie-Fantaisie pour piano et orchestre (inachevée)
- Concerto pour violon no 1 en ré majeur (1939)
- Concerto pour violon no 2 (1952)

#### Autres œuvres
- Ethiopia's Shadow in America (1932)
- The Mississippi River Suite (1934)
- Colonial Dance (sans date)
- Concert Overture No. 1 (1939)
- The Oak (1943)
- Songs of the Oak (1943)
- Concert Overture No. 2 (1943)
- Suite of Dances (1951)

### Musique vocale
- 1930 : In Back o' the Clouds, Let’s Build a Little Love Nest, Love Dreams, The Moon Bridge et What's the Use?, mélodies pour voix et piano ; Song for Snow, mélodie pour chœurs et piano ; The New Moon, mélodie pour chœur de femmes et piano (4 mains)
- 1935 : Ardella, Dat's My Gal et Dream Ships, mélodies pour voix et piano
- 1937 : My Soul's Been Anchored in the Lord, mélodie pour voix et piano
- 1940 : Abraham Lincoln walks at Midnight, chœur SATB et orchestre
- 1940 : Nod, chœur d'hommes (TTBB) a cappella
- 1940 : Praise the Lord, chœur SATB et piano
- 1940 : Resignation, chœur SATB a cappella
- 1940 : Song for Snow, chœur SATB et piano
- 1940 : Summer Clouds, chœur SAB et piano
- 1940 : Wander-Thirst, chœur SATB et piano
- 1940 : Weathers, chœur SATB et piano
- 1941 : Song of the Dark Virgin, mélodie pour voix et piano
- 1945 : Night, chœur de femmes à trois voix (SSA) et piano
- 1946 : Foggy Night, God Gives Me You, Night, Out of the South Blew a Soft Sweet Wind, A Sailor's Song et They Lie, They Lie, mélodies pour voix et piano
- 1949 : An April Day, soprano et piano
- 1951 : Seagulls pour chœur de femmes, flûte, violon alto, violoncelle et piano

## Hommage
Le 7 février 2025, un cratère mercurien est nommé Price en son honneur.

## Documentaire
- The Caged Bird : the life and music of Florence B. Price, documentaire, 57 min. Réalisation : James Greeson ; production et écriture : James Greeson (DVD, University of Arkansas 2015) (OCLC 924364449)

## Discographie
- Florence Price: The Oak, Mississippi River Suite, et Symphony no. 3/ Women’s Philharmonic dir. Apo Hsu. Koch International Classics, 2001
- 1995 et 2011 : Oeuvres d'Orgue[6] sorti en 2020, prise de son problématique.
- Florence B. Price: Concerto in One Movement et Symphony in E minor / Karen Walwyn, Piano ; New Black Music Repertory Ensemble dir. Leslie B. Dunner; Albany TROY1295, 2011.
- Concertos pour violon nos 1 et 2 - Er-Gene Kahng, violon ; Philharmonie Janaček (Ostrava), dir. Ryan Cockerham (2-4 mai 2017, Albany Records TROY 1706) (OCLC 1021765004)
- Florence Price: Symphonies n°1 en mi mineur et n°3 en ut mineur, Philadelphia Orchestra, dir. Yannick Nézet-Séguin, Deutsche Grammophon, 2021
- 2022 : Spirituals[7] pour violon et piano